# Lavonia
Lavonia es una ciudad ubicada en el condado de Franklin en el estado estadounidense de Georgia. En el censo de 2000, su población era de 1.827.

## Demografía
En el 2000 la renta per cápita promedia del hogar era de $24,286, y el ingreso promedio para una familia era de $28,464. El ingreso per cápita para la localidad era de $12,876. Los hombres tenían un ingreso per cápita de $29,250 contra $21,328 para las mujeres.

## Geografía
Lavonia se encuentra ubicado en las coordenadas 34°26′10″N 83°6′23″O / 34.43611, -83.10639 (34.436055, -83.106270).
Según la Oficina del Censo, la localidad tiene un área total de 10,1 km² (3,9 mi²), de la cual 10,1 km² (3,9 mi²) es tierra y 0 km² (0 mi²) (0.00%) es agua.